# ميل بيترسون
ميل بيترسون (بالإنجليزية: Mel Peterson)‏ مواليد 23 مارس 1938 في ثيف ريفر فولز، هو لاعب كرة سلة أمريكي سابق بدأ مسيرته الاحترافية في سنة 1963. يبلغ طوله 6 قدم 4 بوصة (1.9 م). مثّل منتخب بلاده. اعتزل اللعب في 1970.

## فرق لعب لها
- واشنطن ويزاردز

## روابط خارجية
- ميل بيترسون على موقع الاتحاد الدولي لكرة السلة (الإنجليزية)
- ميل بيترسون على موقع إن بي أي (الإنجليزية)
- ميل بيترسون على موقع سبورتس رفرنس (الإنجليزية)
- ميل بيترسون على موقع ريلجم (الإنجليزية)
- ميل بيترسون على موقع بروبوليرز (الإنجليزية)